# Secretaria de Estado de Administração de Mato Grosso do Sul
| Secretaria de Administração                                                                          |                                |
| Avenida Desembargador José Nunes da Cunha, s/n - Parque dos Poderes, bloco 1 Campo Grande, MS SAD-MS |                                |
| Criação                                                                                              | 1 de janeiro de 1979 (46 anos) |
| Atual secretária                                                                                     | Ana Carolina Nardes            |

A Secretaria de Estado de Administração de Mato Grosso do Sul (SAD) é o órgão estadual que gerencia o funcionamento da máquina pública e coordena a gestão de recursos humanos. É uma das 12 secretarias que integram o Governo de Mato Grosso do Sul.

## História
Foi criada em 1º de janeiro de 1979, quando o estado foi oficialmente instalado, sob a denominação de Secretaria de Estado de Administração. Em 1999, adotou a denominação de Secretaria de Estado de Administração e Recursos Humanos. No ano seguinte, recebeu a designação de Secretaria de Estado de Gestão de Pessoal e Gastos.
No ano de 2002, passou a ser denominada como Secretaria de Estado de Gestão Pública. Em 2006, voltou a ser intitulada Secretaria de Estado de Administração. Em 2015, passou a adotar a designação Secretaria de Estado de Administração e Desburocratização. Já em 2023, retoma a nomenclatura original.

## Atribuições
Cabe à SAD a coordenação e execução dos processos licitatórios para aquisição de serviços, materiais e equipamentos para os órgãos públicos;  a coordenação e execução da avaliação dos gastos públicos de pessoal e custeio; o acompanhamento de informações gerenciais, da evolução quantitativa e qualitativa da força de trabalho dos órgãos e entidades do estado; entre outras atribuições.

## Lista de secretários
| Nº | Nome                       | Início do mandato                    | Fim do mandato          | Governador                 | Notas e referências  | Órgão                                                      |
| 1  | Nelson Strohmeier Lersch   | 1º de janeiro de 1979                | 12 de junho de 1979     | Harry Amorim Costa         | [ 3 ] [ 9 ]          | Secretaria de Estado de Administração                      |
| 1  | Nelson Strohmeier Lersch   | 13 de junho de 1979                  | 30 de junho de 1979     | Londres Machado (interino) | [ 3 ] [ 9 ]          | Secretaria de Estado de Administração                      |
| 2  | Waldir dos Santos Pereira  | 30 de junho de 1979                  | 28 de outubro de 1980   | Marcelo Miranda            | [ 10 ]               | Secretaria de Estado de Administração                      |
| 2  | Waldir dos Santos Pereira  | 28 de outubro de 1980                | 6 de novembro de 1980   | Londres Machado (interino) | [ 10 ]               | Secretaria de Estado de Administração                      |
| 3  | Gazi Esgaib                | 7 de novembro de 1980                | 11 de fevereiro de 1982 | Pedro Pedrossian           | [ 11 ]               | Secretaria de Estado de Administração                      |
| 4  | Ivo Biancardini            | 11 de fevereiro de 1982              | 14 de março de 1983     | Pedro Pedrossian           | [ 12 ]               | Secretaria de Estado de Administração                      |
| 5  | Mendes Canale              | 15 de março de 1983                  | 2 de abril de 1985      | Wilson Barbosa Martins     | [ 13 ] [ 14 ]        | Secretaria de Estado de Administração                      |
| 5  | Sílvio Barbeta             | 2 de abril de 1985                   | 14 de maio de 1986      | Wilson Barbosa Martins     | [ 15 ]               | Secretaria de Estado de Administração                      |
| 6  | Sinval Martins de Araújo   | 14 de maio de 1986                   | 14 de março de 1987     | Ramez Tebet                | [ 16 ] [ 17 ]        | Secretaria de Estado de Administração                      |
| 7  | Thiago Franco Cançado      | 15 de março de 1987                  | 31 de março de 1989     | Marcelo Miranda            | [ 18 ] [ 19 ]        | Secretaria de Estado de Administração                      |
| 8  | Jesus de Oliveira Sobrinho | 31 de março de 1989                  | 14 de março de 1991     | Marcelo Miranda            | [ 20 ]               | Secretaria de Estado de Administração                      |
| 9  | Sérgio de Almeida Bonfim   | 15 de março de 1991                  | 26 de fevereiro de 1993 | Pedro Pedrossian           | [ 21 ]               | Secretaria de Estado de Administração                      |
| 10 | Carlos Aguieiras Lopes     | 26 de fevereiro de 1993              | 31 de dezembro de 1994  | Pedro Pedrossian           | [ 22 ]               | Secretaria de Estado de Administração                      |
| 11 | Sílvio Barbeta             | 1º de janeiro de 1995                | 19 de agosto de 1996    | Wilson Barbosa Martins     | [ 23 ]               | Secretaria de Estado de Administração                      |
| 12 | Nei Juares Ribas           | 19 de agosto de 1996                 | 12 de fevereiro de 1998 | Wilson Barbosa Martins     | [ 24 ]               | Secretaria de Estado de Administração                      |
| 13 | Jorge de Oliveira Martins  | 12 de fevereiro de 1998              | 31 de dezembro de 1998  | Wilson Barbosa Martins     | [ 25 ] [ 26 ]        | Secretaria de Estado de Administração                      |
| 14 | Antônio Carlos Biffi       | 1º de janeiro de 1999                | 26 de outubro de 2000   | Zeca do PT                 | [ 4 ] [ 27 ] [ 28 ]  | Secretaria de Estado de Administração e Recursos e Humanos |
| 14 | Gilberto Vicente           | 26 de outubro de 2000                | 31 de dezembro de 2002  | Zeca do PT                 | [ 5 ]                | Secretaria de Estado de Gestão de Pessoal e Gastos         |
| 15 | Ronaldo Franco             | 1º de janeiro de 2003                | 31 de dezembro de 2006  | Zeca do PT                 | [ 29 ] [ 30 ]        | Secretaria de Estado de Gestão Pública                     |
| 16 | Thie Higuchi               | 1º de janeiro de 2007                | 31 de dezembro de 2014  | André Puccinelli           | [ 31 ] [ 32 ] [ 33 ] | Secretaria de Estado de Administração                      |
| 17 | Carlos Alberto de Assis    | 1º de janeiro de 2015                | 15 de agosto de 2016    | Reinaldo Azambuja          | [ 34 ] [ 35 ]        | Secretaria de Estado de Administração e Desburocratização  |
| –  | Édio Viegas                | 15 de agosto de 2016 (como interino) | 21 de novembro de 2016  | Reinaldo Azambuja          | [ 36 ] [ 37 ]        | Secretaria de Estado de Administração e Desburocratização  |
| –  | Carlos Alberto de Assis    | 21 de novembro de 2016               | 1º de agosto de 2018    | Reinaldo Azambuja          | [ 38 ] [ 39 ]        | Secretaria de Estado de Administração e Desburocratização  |
| 18 | Édio Viegas                | 1º de agosto de 2018                 | 19 de novembro de 2018  | Reinaldo Azambuja          | [ 40 ] [ 41 ]        | Secretaria de Estado de Administração e Desburocratização  |
| 19 | Carlos Alberto de Assis    | 19 de novembro de 2018               | 31 de dezembro de 2018  | Reinaldo Azambuja          | [ 42 ] [ 43 ]        | Secretaria de Estado de Administração e Desburocratização  |
| 20 | Roberto Hashioka           | 1º de janeiro de 2019                | 1º de junho de 2020     | Reinaldo Azambuja          | [ 44 ] [ 45 ]        | Secretaria de Estado de Administração e Desburocratização  |
| 21 | Ana Carolina Nardes        | 1º de junho de 2020                  | Atualidade              | Reinaldo Azambuja          | [ 46 ] [ 47 ]        | Secretaria de Estado de Administração e Desburocratização  |
| 21 | Ana Carolina Nardes        | 1º de junho de 2020                  | Atualidade              | Eduardo Riedel             | [ 48 ] [ 49 ] [ 50 ] | Secretaria de Estado de Administração                      |